# П'єр Вудман
П'єр Ву́дман (фр. Pierre Woodman; нар. 29 квітня 1963, Клермон-Ферран, Франція) — французький порнорежисер та фотограф. Він створив 60 порнофільмів, більше тисячі хардкор-сцен, більше півтори тисячі фотосетів та понад сім тисяч кастингів. Вудман стверджує, що переспав з понад 4200 жінок.

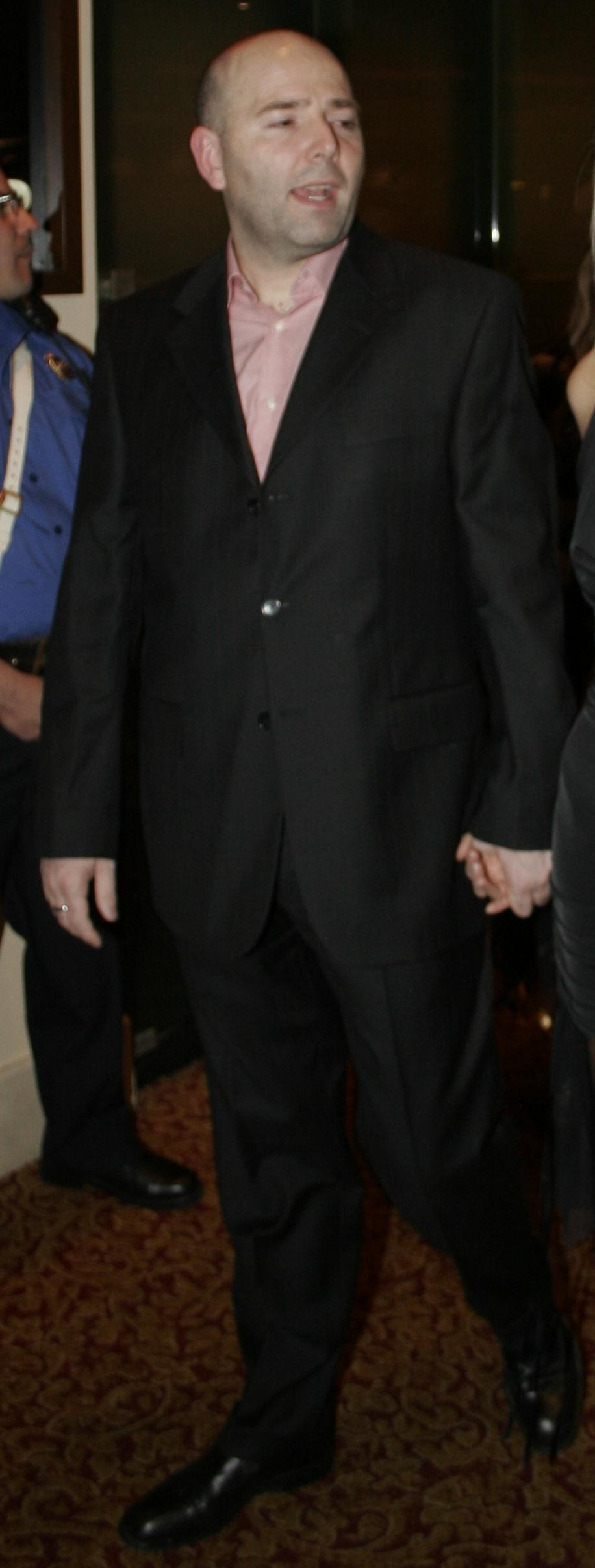
П'єр Вудман

## Біографія
П'єр Вудман народився 29 квітня 1963 року в небагатій сім'ї. Щоб забезпечити життя, він почав працювати в шістнадцять років, змінюючи професії бармена, фотографа та клерка в магазині. В 17 — пішов на службу в армію, після чого став поліцейським.
У 1983 році П'єр приїхав до Парижа, де познайомився з відомим французьким порноактором Станісласом Петром, який і увів молодого П'єра у світ порнобізнесу. Вудман почав кар'єру як телевізійний фотограф. В 1989 році брав участь в запуску журналу Hot Video, як репортер. З 1992 року приєднався до Private Media Group, для якої зробив декілька високобюджетних фільмів, таких як «Піраміда» (1 200 000 $), «Тетяна» (600 000 $), «Рів'єра» (450 000 $).
У 1997 році Вудман запустив свій серіал «Casting X», який став найпопулярнішим серіалом у світі в категорії X-rated.

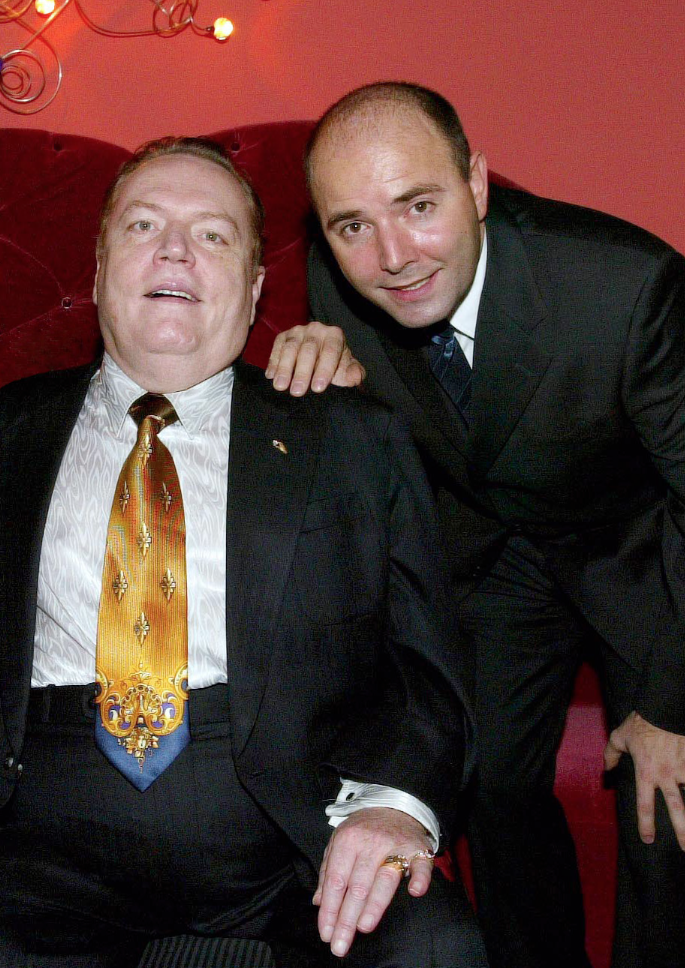
Ларрі Флінт та П'єр Вудман

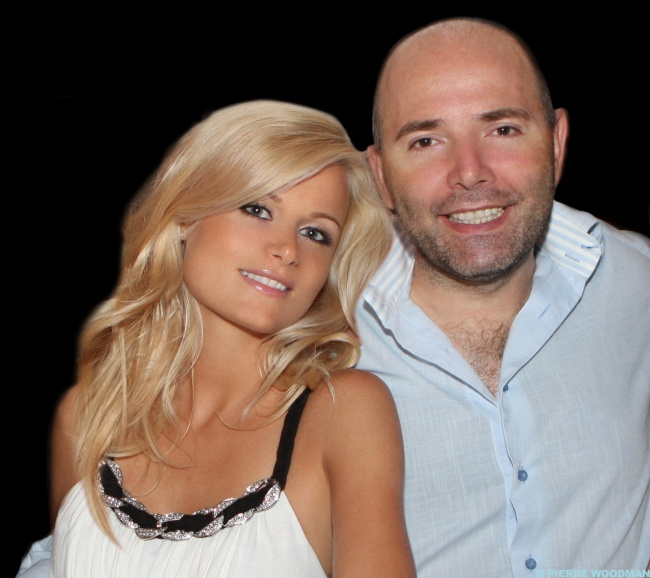
Вудман та Софі Періс

У 1999 році на фоні хвилі гонзо-порнографії, П'єр зняв і випустив серіал Superfuckers для студії Private, в якому було 12 частин. У кінці року отримав запрошення співробітництва від Ларрі Флінта, власника LFP та видавця журналу «Hustler», другого за популярністю періодичного журналу в США після Playboy. «Хастлер» був на грані банкрутства, і Флінт знав, що йому потрібне щось нове. Він попросив Вудмана зробити серіал схожий на той, що він робив для Private. Як наслідок, у 2000 році Флінт підписа контракт з Вудманом на 5 000 000 $, і той почав знімати 13-ту частину Superfuckers.
У 2004 році П'єр зіграв самого себе в іспанському повноекранному фільмі «Шльондра», працюючи разом з Деніс Річардс і Деріл Ханна. Після цього він зробив декілька фотосетів для різних модних журналів, зокрема Vogue та Blast.
Вудман зняв трилогію «Місто Сексу», т. зв. «порно-рімейк», який в деякій частині повторює сюжет знаменитого фільму «Місто гріхів», в тому числі ефект використання чорно-білої порнографії зі спалахами кольору, що вставляються по ходу фільму. Протягом п'яти тижнів фільм став найбільш продаваним в історії студії Private.
Попри це, в червні 2006 року Вудман пішов із Private Media Group і створив власну компанію, під назвою Woodman Entertainment. Як штаб-квартира для компанії обрана Барселона. Тут він зробив рімейк фільму «Екскалібур», бюджетом у 800 000 €. Фільм (Xcalibur) вийшов в прокат в травні 2007. У фільмі було задіяно рекордне число акторів для порноіндустрії — 75, також 250 осіб були задіяні в масовці.
Вудман продовжує свою роботу в моді, знімаючи фотосесії для відомих журналів (для обкладинки журналу Blast, вересень 2006) та відкриваючи нових моделей на кастингах.
Вудман був одружений тричі і є батьком двох дітей. Останнє його розлучення з Тетяною Русоф (англ. Tania Russof), російсько-латвійською порноакторкою. З 2002 року Вудман живе з фотомоделею Софі Періс (англ. Sophie Paris).